# Kölsillre
Kölsillre är en ort i Haverö socken i Ånge kommun, invid länsväg 315.
Orten är belägen på älven Ljungans norra strand mellan sjöarna Medingen och Holmsjön. Vid Kölsillre finns en bro över Ljungan. Den nuvarande bron har haft många föregångare. Strax söder om bron ligger korsningen mellan länsvägarna 315 och 314.
I orten finns numera varken skola eller äldreboende. Sedan 2012 finns heller ingen affär på orten.